# Windsurf World Cup 2018
Der Windsurf World Cup 2018 begann mit dem Wave World Cup in Essaouira (Marokko) am 1. April 2018 und endete mit dem Super-Grand-Slam auf Sylt (Deutschland) am 7. Oktober 2018.

## World-Cup-Wertungen

### Wave
| Rang | Name                   | Land                   | Punkte |
| ---- | ---------------------- | ---------------------- | ------ |
| 01   | Victor Fernández López | Spanien                | 24.535 |
| 02   | Ricardo Campello       | Venezuela              | 23.035 |
| 03   | Philip Köster          | Deutschland            | 21.656 |
| 04   | Jaeger Stone           | Australien             | 20.905 |
| 05   | Marcilio Browne        | Brasilien              | 18.906 |
| 06   | Adam Lewis             | Vereinigtes Königreich | 17.411 |
| 07   | Alex Mussolini         | Spanien                | 16.900 |
| 08   | Thomas Traversa        | Frankreich             | 15.386 |
| 09   | Robby Swift            | Vereinigtes Königreich | 12.597 |
| 10   | Daniel Bruch           | Deutschland            | 11.766 |

| Rang | Name                 | Land        | Punkte |
| ---- | -------------------- | ----------- | ------ |
| 01   | Iballa Ruano Moreno  | Spanien     | 28.500 |
| 02   | Sarah-Quita Offringa | Aruba       | 28.400 |
| 03   | Daida Ruano Moreno   | Spanien     | 27.450 |
| 04   | Lina Erpenstein      | Deutschland | 24.235 |
| 05   | Maaike Huvermann     | Niederlande | 19.653 |
| 06   | Arrianne Aukes       | Niederlande | 19.223 |
| 07   | Justyna Sniady       | Polen       | 18.973 |
| 08   | Marine Hunter        | Frankreich  | 18.913 |
| 09   | Nicole Bandini       | Italien     | 18.844 |
| 10   | Steffi Wahl          | Deutschland | 18.100 |

### Freestyle
| Rang | Name                   | Land       | Punkte |
| ---- | ---------------------- | ---------- | ------ |
| 01   | Gollito Estredo        | Venezuela  | 20.000 |
| 02   | Adrien Bosson          | Frankreich | 19.800 |
| 03   | Amado Vrieswijk        | Bonaire    | 19.500 |
| 04   | Yentel Caers           | Belgien    | 19.150 |
| 05   | Steven van Broeckhoven | Belgien    | 19.150 |
| 06   | Jacopo Testa           | Italien    | 18.950 |
| 07   | Dieter van der Eyken   | Belgien    | 18.500 |
| 08   | Sam Esteve             | Frankreich | 18.450 |
| 09   | Mattia Fabrizi         | Italien    | 18.200 |
| 10   | Balz Müller            | Schweiz    | 17.900 |

| Rang | Name                 | Land                   | Punkte |
| ---- | -------------------- | ---------------------- | ------ |
| 01   | Sarah-Quita Offringa | Aruba                  | 20.000 |
| 02   | Maaike Huvermann     | Niederlande            | 19.800 |
| 03   | Oda Johanne Brødholt | Norwegen               | 19.600 |
| 04   | Arrianne Aukes       | Niederlande            | 19.400 |
| 05   | Johanna Rümenapp     | Deutschland            | 19.050 |
| 06   | Lena Erdil           | Türkei                 | 9.500  |
| 07   | Nicole Bandini       | Italien                | 9.450  |
| 07   | Lina Eržen           | Slowenien              | 9.450  |
| 07   | Birgit Rieger        | Österreich             | 9.450  |
| 10   | Sarah Jackson        | Vereinigtes Königreich | 9.400  |

### Slalom
| Rang | Name              | Land                   | Punkte |
| ---- | ----------------- | ---------------------- | ------ |
| 01   | Antoine Albeau    | Frankreich             | 50.600 |
| 02   | Matteo Iachino    | Italien                | 50.200 |
| 03   | Pierre Mortefon   | Frankreich             | 50.100 |
| 04   | Jordy Vonk        | Niederlande            | 48.200 |
| 05   | Julien Quentel    | Saint-Martin           | 48.200 |
| 06   | Ross Williams     | Vereinigtes Königreich | 47.950 |
| 07   | Pascal Toselli    | Frankreich             | 47.800 |
| 08   | Cyril Moussilmani | Frankreich             | 46.950 |
| 09   | Mateus Isaac      | Brasilien              | 45.400 |
| 10   | Tristan Algret    | Guadeloupe             | 45.200 |

| Rang | Name                    | Land                   | Punkte |
| ---- | ----------------------- | ---------------------- | ------ |
| 01   | Delphine Cousin Questel | Frankreich             | 30.600 |
| 02   | Lena Erdil              | Türkei                 | 30.200 |
| 03   | Marion Mortefon         | Frankreich             | 29.800 |
| 04   | Maëlle Guilbaud         | Frankreich             | 29.300 |
| 05   | Esther de Geus          | Niederlande            | 29.100 |
| 06   | Jenna Gibson            | Vereinigtes Königreich | 28.800 |
| 07   | Fulya Ünlü              | Türkei                 | 28.600 |
| 08   | Océane Lescadieu        | Neukaledonien          | 28.100 |
| 09   | Mio Anayama             | Japan                  | 27.250 |
| 10   | Ayako Suzuki            | Japan                  | 27.000 |

### Foil
| Rang | Name                 | Land        | Punkte |
| ---- | -------------------- | ----------- | ------ |
| 01   | Gonzalo Costa Hoevel | Argentinien | 30.300 |
| 02   | Sebastian Kördel     | Deutschland | 30.300 |
| 03   | Antoine Albeau       | Frankreich  | 30.100 |
| 04   | Alexandre Cousin     | Frankreich  | 30.100 |
| 05   | Mateus Isaac         | Brasilien   | 30.000 |
| 06   | Julien Bontemps      | Frankreich  | 29.700 |
| 07   | Amado Vrieswijk      | Bonaire     | 29.600 |
| 08   | Matteo Iachino       | Italien     | 29.100 |
| 09   | Sebastian Kornum     | Dänemark    | 29.000 |
| 10   | Antoine Questel      | Frankreich  | 28.400 |

## Podestplatzierungen Männer

### Wave
| Datum               | Ort            | 1. Platz               | 2. Platz         | 3. Platz               |
| ------------------- | -------------- | ---------------------- | ---------------- | ---------------------- |
| 15.07. – 21.07.2018 | Pozo Izquierdo | Philip Köster          | Marcilio Browne  | Ricardo Campello       |
| 05.08. – 11.08.2018 | El Médano      | Victor Fernández López | Jaeger Stone     | Adam Lewis             |
| 28.09. – 07.10.2018 | Sylt           | Thomas Traversa        | Ricardo Campello | Victor Fernández López |

### Freestyle
| Datum               | Ort         | 1. Platz        | 2. Platz      | 3. Platz        |
| ------------------- | ----------- | --------------- | ------------- | --------------- |
| 26.07. – 04.08.2018 | Costa Calma | Gollito Estredo | Adrien Bosson | Yentel Caers    |
| 28.09. – 07.10.2018 | Sylt        | Gollito Estredo | Adrien Bosson | Amado Vrieswijk |

### Slalom
| Datum               | Ort                | 1. Platz        | 2. Platz       | 3. Platz          |
| ------------------- | ------------------ | --------------- | -------------- | ----------------- |
| 10.05. – 15.05.2018 | Yokosuka           | Antoine Albeau  | Matteo Iachino | Pierre Mortefon   |
| 19.05. – 24.05.2018 | Ulsan              | Matteo Iachino  | Antoine Albeau | Pierre Mortefon   |
| 05.06. – 10.06.2018 | Sant Pere Pescador | Finian Maynard  | Pascal Toselli | Cyril Moussilmani |
| 13.06. – 20.06.2018 | Viana do Castelo   | Matteo Iachino  | Antoine Albeau | Pierre Mortefon   |
| 26.07. – 04.08.2018 | Costa Calma        | Antoine Albeau  | Matteo Iachino | Pierre Mortefon   |
| 28.09. – 07.10.2018 | Sylt               | Pierre Mortefon | Antoine Albeau | Antoine Questel   |

### Foil
| Datum               | Ort                | 1. Platz             | 2. Platz             | 3. Platz         |
| ------------------- | ------------------ | -------------------- | -------------------- | ---------------- |
| 10.05. – 15.05.2018 | Yokosuka           | Gonzalo Costa Hoevel | Antoine Albeau       | Sebastian Kördel |
| 19.05. – 24.05.2018 | Ulsan              | Matteus Isaac        | Gonzalo Costa Hoevel | Alexandre Cousin |
| 05.06. – 10.06.2018 | Sant Pere Pescador | Amado Vrieswijk      | Sebastian Kördel     | Julien Bontemps  |
| 28.09. – 07.10.2018 | Sylt               | Matteo Iachino       | Nicolas Goyard       | Alexandre Cousin |

## Podestplatzierungen Frauen

### Wave
| Datum               | Ort            | 1. Platz             | 2. Platz             | 3. Platz            |
| ------------------- | -------------- | -------------------- | -------------------- | ------------------- |
| 01.04. – 07.04.2018 | Essaouira      | Iballa Ruano Moreno  | Sarah-Quita Offringa | Daida Ruano Moreno  |
| 15.07. – 21.07.2018 | Pozo Izquierdo | Daida Ruano Moreno   | Sarah-Quita Offringa | Iballa Ruano Moreno |
| 05.08. – 11.08.2018 | El Médano      | Iballa Ruano Moreno  | Sarah-Quita Offringa | Daida Ruano Moreno  |
| 28.09. – 07.10.2018 | Sylt           | Sarah-Quita Offringa | Iballa Ruano Moreno  | Lina Erpenstein     |

### Freestyle
| Datum               | Ort              | 1. Platz             | 2. Platz         | 3. Platz             |
| ------------------- | ---------------- | -------------------- | ---------------- | -------------------- |
| 13.06. – 20.06.2018 | Viana do Castelo | Sarah-Quita Offringa | Maaike Huvermann | Oda Johanne Brødholt |
| 26.07. – 04.08.2018 | Costa Calma      | Sarah-Quita Offringa | Maaike Huvermann | Oda Johanne Brødholt |

### Slalom
| Datum               | Ort              | 1. Platz                | 2. Platz             | 3. Platz        |
| ------------------- | ---------------- | ----------------------- | -------------------- | --------------- |
| 10.05. – 15.05.2018 | Yokosuka         | Delphine Cousin Questel | Lena Erdil           | Marion Mortefon |
| 19.05. – 24.05.2018 | Ulsan            | Delphine Cousin Questel | Lena Erdil           | Maëlle Guilbaud |
| 13.06. – 20.06.2018 | Viana do Castelo | Delphine Cousin Questel | Sarah-Quita Offringa | Lena Erdil      |

## Konstrukteurscup
| Rang | Firma        | Punkte |
| ---- | ------------ | ------ |
| 01   | Starboard    | 3,4    |
| 02   | Fanatic      | 5,7    |
| 03   | RRD          | 12     |
| 04   | JP Australia | 16     |
| 05   | Goya         | 19,5   |

| Rang | Firma      | Punkte |
| ---- | ---------- | ------ |
| 01   | Severne    | 3,4    |
| 02   | Duotone    | 5,7    |
| 03   | Neil Pryde | 8      |
| 04   | Point-7    | 17     |
| 05   | Gun-Sails  | 25     |